# Siegfried Bröse
Siegfried Bröse (* 8. August 1895 in Wolteritz bei Leipzig; † 27. Juni 1984 in Freiburg im Breisgau) war ein deutscher Verwaltungsjurist in Preußen und Baden (Südbaden).

## Leben
Siegfried Bröse studierte ab 1913 an der Universität Leipzig und der Friedrichs-Universität Halle zunächst Naturwissenschaften, dann Rechts- und Staatswissenschaften. Während des Ersten Weltkriegs diente er 1914–1918 im Deutschen Heer. Er kam gegen Kriegsende in britische Gefangenschaft und war 1919 in England interniert. 1922 trat er in den Dienst der allgemeinen Staatsverwaltung. Er wurde Gerichtsreferendar am Oberlandesgericht Naumburg und Regierungsreferendar bei der Regierung in Merseburg. 1924/25 war er kommissarischer Bürgermeister in Dingelstädt. Anschließend war er als Regierungsassessor und Hilfsarbeiter in den Landratsämtern des Kreises Sensburg und des Kreises Hamm tätig. Er war seit 1929 beim Landkreis Münden und wurde Regierungsrat. Im selben Jahr wurde er ständiger Vertreter des Polizeipräsidenten von Aachen. 1930 übernahm er vertretungsweise und im April 1931 endgültig das Amt des Landrates des Landkreises Franzburg-Barth. Am 19. August 1932 wurde er in den einstweiligen Ruhestand versetzt. Im selben Jahr trat Bröse, der zuvor Mitglied der Deutschnationalen Volkspartei (DNVP) und später zur SPD gewechselt war, aus der SPD aus. Nach seinem Ausscheiden aus dem Staatsdienst setzte er 1934 philosophische Studien bei Martin Heidegger an der Albert-Ludwigs-Universität Freiburg fort.
Nach dem Zweiten Weltkrieg wurde er 1945 zum Oberregierungsrat im badischen Wirtschaftsministerium ernannt. Nach seiner Versetzung in den Ruhestand lebte er in Freiburg. Von 1947 bis 1971 war er Präsident des Kunstvereins Freiburg.